# 布赖恩·罗布森
布赖恩·罗布森，OBE（英語：Bryan Robson；1957年1月11日—）生於達勒姆郡的维顿-吉尔伯特，為前英格兰足球代表队成員，亦曾是國家隊的隊長；退役後曾任米杜士堡、巴拉福特、西布朗及錫菲聯的領隊及曾擔任泰國國家隊的教練，而他現為曼聯顧問。

## 球員生涯

### 西布罗姆维奇時期（1974-81）
被廣泛認為是英格蘭現代足球中最全能中場球員的笠臣，成名於西布朗，於1975年首次上陣對，賽季內三次上場便射入兩球。翌季西布朗升上最高組別作賽，笠臣遂獲得更多比賽機會。
笠臣在此季內多次在左後衛或中場中間位置上場比賽，並進步神速，不過他比賽生涯的首次嚴重受傷令他的進度受阻。該場比賽中司職後衛的笠臣攔截前鋒克里斯·琼斯（Chris Jones），結果弄至左腿骨折。他在左腿重重包紮之下躝跚離場，其後X光檢查顯示為骨折。
兩個月後笠臣重投比賽，但在另一次攔截中再弄斷上一次骨折的位置，近季末時更第三度骨折。其後他被召入英格蘭廿三歲以下代表隊，但因為對曼城的一場比賽中腳跟骨折而被迫退出。
笠臣比賽生涯多以用多災多難來總括—雖然他是一位出色的球員，更是天生的領袖，但每季總要用上許多時間與傷病搏鬥。不過反過來說，他的傷病每每只是比較容易治理的骨折和關節脫臼，可謂不幸中之大幸。此外他效力西布朗期間，亦曾弄斷手骨和鼻骨。

### 曼聯時期（1981-94）
1979年笠臣成為西布朗的隊長，但當時的委任他的領隊罗恩·阿特金森郤轉投曼聯。1980年二月，笠臣在1980年歐洲國家盃外圍賽對愛爾蘭的二比零勝仗中，首次為英格蘭比賽。他的第二場國家隊比賽為於悉尼對澳洲，該場決賽周備戰賽英格蘭勝二比一；但因為英格蘭在歐洲國家盃首圈出局，笠臣無緣在該大賽亮相。
英格蘭領隊罗恩·格林伍德其後開始把笠臣列為中場正選球員，在歐洲國家盃後讓他上陣十二次，包括全部八場1982年世界盃外圍賽，英格蘭亦順利取得前往西班牙參加決賽週的資格；其中在負挪威一比二的比賽中，笠臣射進了代表國家隊的處子入球。
最後一場外圍賽（於溫布萊球場對匈牙利）前一個月，笠臣的前領隊朗艾堅遜以一百五十萬鎊的轉會費，要把笠臣從西布朗帶到。西布朗接受了這項交易，於是笠臣便在1981年十一月，於奧脫福的草坪上簽約加盟曼聯；身價一百七十五萬英鎊的他也成為當年英國最高身價球員。這個紀錄保持了六年，直至1987年夏天，利物浦以一百九十萬鎊收購前鋒彼德·比尔兹利才被打破。
笠臣為新球會上場第一仗對曼城，以零比零和氣收場，全季他共出賽三十二場，射入五球。與此同時，隨著世界盃的來臨，他在國家隊亦大放異彩，除在溫布萊球場大勝北愛爾蘭四比零的比賽取得入球外，最後一場備戰作客赫爾辛基對芬蘭，他亦有進帳。這一次他不單是世界盃廿二人名單中的必然之選，更是朗格連活的正選十一人之一。
笠臣在八十年代的英格蘭隊中一直是正選球員，直至1991年從國家隊退役期間，他在英格蘭闖入1982年世界盃次圈，1986年世界盃八強，1988年歐洲國家盃及1990年世界盃打入四強，都是重要角色。時至今日他仍是代表英格蘭次數最多的球員之一，共出賽九十次，取得廿六球。如非常受傷患所累，他可以在更多國際和球會賽事上陣。
1982-83年賽季，曼聯對的足總盃決賽賽和二比二，於重賽中笠臣射入兩球，令球隊四比零大勝。翌季他帶領曼聯進入歐洲盃賽冠軍盃四強，可惜被淘汰。1985年他再幫助曼聯奪取足總盃，這次擊敗埃弗顿，的致勝入球令對手囊括聯賽、足總盃和歐洲盃賽冠軍盃的好夢成空。翌季曼聯季初連勝十場，令人憧憬該隊能自1967年後再完聯賽冠軍夢，可惜聖誕節後曼聯的狀態下滑，最後只能排在利物浦、愛華頓及之後名列第四，而且未能取得任何獎盃。
英格蘭在被稱為「神奇隊長」的笠臣帶領下，躋身1986年墨西哥世界盃，但其美夢到了八強階段便被阿根廷粉碎了，比分為二比一，其中马拉多纳包辦了阿隊兩個進球——他的首個入球便是為人非議的「上帝之手」入球，而球證卻認為入球有效。不過笠臣的霉運不止於此：他在比賽中所受的肩傷要到賽後數星期才好起來。兩年後在西德舉辦的1988年歐洲國家盃，笠臣表現優異，不過仍不足以令三戰皆北的英格蘭避免首圈出局。
笠臣當時已是英格蘭的最佳球員之一，雖然朗艾堅遜於1986年十一月被曼聯辭退，新領隊費格遜依然重用他。1990年，笠臣終於再有機會高舉獎盃；當年對水晶宮的足總盃決賽打成三比三和局，他射進了曼聯的第一球，而重賽曼聯憑李馬田的入球奠定一比零的勝利。接著的1990-91年賽季，笠臣因傷僅上陣十七次，但也趕及參與對巴塞罗纳的歐洲盃賽冠軍盃二比一勝仗。

#### 九十年代
雖然受保罗·因斯，内尔·韦伯和安德烈·坎切尔斯基斯的挑戰，笠臣於1991-92年度球季仍是曼聯的正選；本季亦是他第九十及最後一次代表英格蘭作賽，當時的領隊是格雷厄姆·泰勒。
不過笠臣的年球季郤失望告終；曼聯在甲組聯賽被利兹联奪去冠軍寶座，他又因傷錯過對诺丁汉森林的聯賽盃決賽。隊中的競爭也令他的正選上場機會大減，而且有報道只費格遜希望收購一名新中場球員。笠臣在上場時通常仍是曼聯的隊長，不過他不在陣時，都由斯蒂夫·布鲁斯戴上隊長臂章。
|1992-93赛季是超級聯賽的首個賽季，笠臣在聯賽只上陣十五次。他在賽季的最後一場比賽對溫布頓射入一球，為曼聯摘下聯賽冠軍，笠臣亦終於一償頂級聯賽冠軍的十年夙願。其實令年屆三十六歲的笠臣無法上陣的，除了傷患之外，還因為本季新加盟的埃里克·坎通纳與马克·休斯在前線合作，迫使休斯原來的搭檔布莱恩·麦克莱尔改任中場。而更大的因素，便是曼聯在1993年夏天從诺丁汉森林簽下罗伊·基恩。
堅尼的加盟最初並未有影響笠臣的正選位置，在1993-94年球季在足總杯準決賽取得入球，助球隊晉級。但自此笠臣的表現每下愈況，終於在1994年離開效力達十三年的曼聯，轉投米德尔斯堡足球俱乐部擔任球員兼領隊。

## 領隊生涯
米杜士堡：轉任領隊
轉投米杜士堡的笠臣雖仍然是球員，但同時間卻已以領隊身份擔任領隊。他為當時處於第二級別的英甲聯賽的米杜士堡升上英超，並先後以高價收購多名球員，如英格蘭國腳尼克·巴姆比、巴西人儒尼尼奥·保利斯塔和布兰科。1995年10月米杜士堡贏得英超第四名，但因傷兵滿營，及後滑下至第十二名。
笠臣其後又以重金收購意大利射手拉瓦内利和巴西中場埃默森，但這些球員卻並不能帶領球隊取得佳績，1996-97年球季更降班收場。兩年後米德尔斯堡再次升上英超，但成績依舊沒改善，結果2000年笠臣最終被解僱。
巴拉福特：重新上路
笠臣在離開米杜士堡後待業了兩年。在2003年11月他接掌巴拉福特。不過他帶領的巴拉福特成績卻異常差劣，還降級告終，最後他亦要黯然離開。
西布朗：返回母會
2004年11月笠臣最終返回自己的母會西布朗出任領隊，他主要是帶領西布朗護級。當時西布朗位於降級危險線之上的第17位，聖誕節後西布朗還位列榜尾，而過去英超從未出現一支在聖誕節時排名榜末，但能在季末護級成功的球隊。2005年1月22日西布朗以2:0擊敗曼城，笠臣取得接手後首場勝仗，兩個月內中取得四戰不敗佳績，脫離榜尾位置。雖然西布朗依舊排在榜末，但在最後一輪比賽出現驚人賽果，西布朗以2:0贏朴茨茅斯，同時間護級對手水晶宮、诺里奇城及修咸頓皆紛紛敗陣，令西布朗成功留在英超，成為首支聖誕節後墊底而最終留級的球隊。
不過西布朗的成績始終無法維持，在季尾再次陷入護級漩渦，2006年4月29日當主要對手樸茨茅夫2-1擊敗韋根後，與伯明翰城同告保级失敗，來屆降級至英冠聯賽。
球隊降級後成績持續不振，8場比賽僅贏出3場並落敗2場，笠臣在多方面壓力下，終在2006年9月18日辭去西布朗領隊一職。
錫菲聯：不歡而散
2007年5月22日笠臣接掌剛降級英冠的錫菲聯，教練白賴仁·傑特（Brian Kidd）獲提升為助理領隊，但在他領導下錫菲聯只取得中游成績，無力爭取回升英超，而他以沒有足夠資金收購球員作為回應。2009年2月9日主場與大部分時間10人應戰的賽和0-0，球隊在最近9場比賽只取得1場勝仗，賽後球迷要求笠臣辭職，2月13日錫菲聯管理層要求笠臣轉任「足球首腦」（head of football），笠臣拒絕接受並即時離隊。
泰國國家隊：新的挑戰
笠臣於2008年接受曼聯邀請出任球隊大使工作，推廣球隊的商業及慈善活動。2009年9月23日獲聘和兼任為泰國國家足球隊教練，接替回國加盟的彼得·列特（Peter Reid），簽約四年，帶隊參加亞洲盃、奧運會以至世界盃。
2011年6月8日，罗布森宣布辞去泰国国家队主教练一职，轉任曼聯顧問。

## 個人榮譽
笠臣曾在2002年入選英格蘭足球名人堂，以表揚他在球員時代所作的貢獻。

## 外部連結
- 足球資料庫：Bryan Robson的領隊統計數據
- Bryan Robson在互联网电影资料库（IMDb）上的資料（英文）

| 體育角色           | 體育角色                     | 體育角色             |
| ------------------ | ---------------------------- | -------------------- |
| 前任： 雷·威尔金斯 | 英格兰国家队队长 1982-1991年 | 繼任： 加里·莱因克尔 |
| 前任： 馬田·布尚   | 曼联队长 1982-1994年         | 繼任：               |